# نادي طبرجل
نادي طبرجل السعودي هو أحد أندية الدرجة الثالثة في محافظة طبرجل بمنطقة الجوف تأسس عام 2014 م .